# Élections constituantes de 1945 dans les Alpes-Maritimes
Les élections constituantes de 1945 dans les Alpes-Maritimes portent sur l'élection de cinq députés. Les résultats donnent trois sièges au parti communiste français (PCF), un siège à un candidat RI-Rad, et un siège à la Section française de l'Internationale ouvrière (SFIO).

## Mode de scrutin
Les députés sont élus selon le système de représentation proportionnelle suivant la règle de la plus forte moyenne dans le département, sans panachage ni vote préférentiel. 
Il y a 586 sièges à pourvoir.
Dans le département de les Alpes-Maritimes, cinq députés sont à élire.

## Élus
Les cinq députés élus sont : 
| Identité        | Parti | Parti |
| --------------- | ----- | ----- |
| Virgile Barel   |       | PCF   |
| Henri Pourtalet |       | PCF   |
| Jean Laurenti   |       | PCF   |
| Alex Roubert    |       | SFIO  |
| Jean Médecin    |       | PRI   |

## Résultats

### Résultats à l'échelle du département
| Parti          | Parti                                          | Tête de liste  | Résultats | Résultats | Sièges | Sièges |
| Parti          | Parti                                          | Tête de liste  | Voix      | %         | Sièges | Sièges |
| -------------- | ---------------------------------------------- | -------------- | --------- | --------- | ------ | ------ |
|                | Parti communiste français                      | Virgile Barel  | 71 210    | 37,84     | 3      |        |
|                | Parti radical indépendant                      | Jean Médecin   | 35 157    | 18,68     | 1      |        |
|                | Section française de l'Internationale ouvrière | Alex Roubert   | 33 283    | 17,68     | 1      |        |
|                | Fédération républicaine                        | Jean Chaigneau | 17 747    | 9,43      | -      |        |
|                | Mouvement républicain populaire                | Edgard Hevers  | 16 363    | 8,69      | -      |        |
|                | Front national de la Résistance                | Alfred Daumas  | 11 747    | 6,24      | -      |        |
|                |                                                |                |           |           |        |        |
| Inscrits       | Inscrits                                       | Inscrits       | 236 361   | 100,00    | 5      |        |
| Votants        | Votants                                        | Votants        | 194 033   | 82,09     |        |        |
| Blancs et nuls | Blancs et nuls                                 | Blancs et nuls | 5 823     | 3,00      |        |        |
| Exprimés       | Exprimés                                       | Exprimés       | 188 210   | 97,00     |        |        |